# Grafton (Iowa)
Grafton es una ciudad ubicada en el condado de Worth en el estado estadounidense de Iowa. En el Censo de 2010 tenía una población de 252 habitantes y una densidad poblacional de 299,38 personas por km².

## Geografía
Grafton se encuentra ubicada en las coordenadas 43°19′50″N 93°4′7″O / 43.33056, -93.06861. Según la Oficina del Censo de los Estados Unidos, Grafton tiene una superficie total de 0.84 km², de la cual 0.84 km² corresponden a tierra firme y (0%) 0 km² es agua.

## Demografía
Según el censo de 2010, había 252 personas residiendo en Grafton. La densidad de población era de 299,38 hab./km². De los 252 habitantes, Grafton estaba compuesto por el 98.81% blancos, el 0% eran afroamericanos, el 0% eran amerindios, el 0.4% eran asiáticos, el 0% eran isleños del Pacífico, el 0% eran de otras razas y el 0.79% pertenecían a dos o más razas. Del total de la población el 0% eran hispanos o latinos de cualquier raza.